# Marcel Ronda
Marcel Ronda (né le 7 mars 1922 à Alger, en Algérie, et mort le 13 septembre 2015 à Nice,) est l’un des principaux émeutiers avec Pierre Lagaillarde, Guy Forzy et Joseph Ortiz de la célèbre Semaine des barricades déclenchée le 24 janvier 1960 à Alger, en conséquence du rappel à Paris du général Massu.

## Biographie
Ronda est né dans une famille d’ascendance espagnole. En juillet 1956, il est secrétaire général des unités territoriales (appelées communément Les territoriaux) chargées de patrouiller et de surveiller les points sensibles susceptibles de terrorisme de la part du FLN. Fin de l'année 1956, ces unités seront renforcées par l'arrivée du commandant en chef des troupes en Algérie, le général Raoul Salan. Marcel Ronda se rapproche peu à peu du mouvement poujadiste et de son responsable à Alger Joseph Ortiz.
Avec Joseph Ortiz et Jean-Claude Pérez, il est un des fondateurs du Front national français. Les militants du Front national français étaient formés en unités composées de volontaires, prévoyant la partie avancée et offensive de l’action « Algérie française ».
Du 24 janvier au 2 février éclate la semaine des barricades à Alger, Marcel Ronda mobilise ses troupes territoriales et appelle la population algéroise à se révolter contre le pouvoir français et contre l'indépendance. Cet appel suivi par la population s'est soldé par 14 gendarmes mobiles  et 6 civils tués. Marcel Ronda est condamné à 3 ans de prison, mis en liberté provisoire pour la durée du procès, il s'enfuit à Madrid (Espagne) .
Les Unités territoriales créées en 1955 sont dissoutes à l'issue de cette insurrection
Fin décembre 1960, exilé en Espagne avec le général Raoul Salan, Pierre Lagaillarde, et Jean-Jacques Susini, Marcel Ronda et les trois signataires émettent le 30 décembre une lettre produite par le général Salan intimant à la population de voter "non" au référendum sur l'autodétermination en Algérie le 8 janvier 1961.